# (7497) Guangcaishiye
(7497) Guangcaishiye est un astéroïde de la ceinture principale.

## Description
(7497) Guangcaishiye est un astéroïde de la ceinture principale. Il fut découvert le 17 décembre 1995 à la station de Xinglong par le programme Beijing Schmidt CCD Asteroid Program. Il présente une orbite caractérisée par un demi-grand axe de 2,46 UA, une excentricité de 0,19 et une inclinaison de 3,0° par rapport à l'écliptique.

## Compléments